# Geoff Parslow
Geoff Parslow (Melbourne, 3 maart 1947) is een golfprofessional en golfbaanarchitect uit Australië. Hij speelde in Europa, Azië en de Verenigde Staten. Hij speelde van 1999-2002 ook op de Europese Senior Tour.

## Golfer
Parslow werd in 1964 professional en was assistent-pro op een van de oudste golfclubs in Melbourne, de in 1896 opgerichte Huntingdale Golf Club. Hij boekte 19 overwinningen. In 1977 en 1979 kwalificeerde hij zich voor het Brits Open, in 1979 eindigde hij op de T54 plaats. 

In 1997 ging hij naar de Tourschool en verschafte zich speelrecht op de Europese Senior Tour. Zijn beste resultaat daar was een derde plaats bij het The Belfry PGA Seniors Championship in 2000, dat door de Amerikaan John Grace werd gewonnen. In 2003 speelde hij de eerste editie van de Asian Senior Masters.

Parslow won onder meer:
- 1964: Australian Trainee Championship
- 1965: Australian Trainee Championship (149)
- 1969: Australisch PGA Kampioenschap
- 1977: Victorian Open

## Architect
Met zijn broer Ir Ted Parslow richtte hij in 1973 E&G Parslow op, een bureau om golfbanen te ontwerpen. In 1992 openden ze ook een kantoor in Kuala Lumpur, waar hij de twee banen van de Kuala Lumpur Golf & Country Club, en in 1994 in China.
Parslow heeft twee kinderen.